# Propavsjaja ekspeditsija
Propavsjaja ekspeditsija (russisk: Пропавшая экспедиция) er en sovjetisk spillefilm fra 1975 af Veniamin Dorman.

## Medvirkende
- Viktor Sergatjov som Jefim Subbota
- Jevgenija Simonova som Tasja Smelkova
- Nikolaj Gorlov
- Nikolaj Grinko
- Anatolij Kalabulin som Prosjka